# Styrax americanus
Styrax americanus es una especie de planta de la familia Styracaceae original de las Antillas y con las mismas características y propiedades que Styrax benzoin.

## Descripción
Es un árbol que alcanza los 10 metros de altura, sus hojas son ovales, enteras y cubiertas de pelusa blanquecina. Las flores, de color blanco, se encuentran agrupadas. Su fruto es ovoide de 1 cm de diámetro que contiene una semilla. Se denomina popularmente benjuí

## Propiedades
- Al hacer incisiones en el tronco exuda un líquido resinoso que al secarse se comercializa como incienso aromático llamado benjui.
- Por vía interna es expectorante, desinfectante y antiséptico.
- Se utiliza para tratar eccemas, forúnculos y sabañones.
- Se añade a la pasta dentífrica para tratar afecciones bucales.

## Taxonomía
Styrax americanum fue descrita por Jean-Baptiste Lamarck y publicado en Encyclopédie Méthodique, Botanique 1(1): 82, en el año 1783.
Etimología
Styrax: nombre genérico que deriva del nombre griego clásico utilizado por Teofrasto derivado de un nombre semítico para estas plantas productoras de resina de la que se recopila el estoraque.
americanus: epíteto geográfico que alude a su localización en América.
Variedades aceptadas
- Styrax americanus var. pulverulentus (Michx.) Rehder[3]